# Chi Chùm ngây
Chi Chùm ngây (danh pháp khoa học: Moringa) là chi duy nhất trong họ Chùm ngây (Moringaceae). Chi này chứa 13 loài, tất cả trong số chúng đều là các cây thân gỗ sinh sống trong khu vực nhiệt đới và cận nhiệt đới. Tên gọi khoa học của chi này có nguồn gốc từ tiếng Tamil murungakkAi. Tại Gujarati, người ta gọi chúng là saragvo. Khu vực phân bổ chủ yếu của chúng là đông bắc và tây nam châu Phi, Madagascar, bán đảo Ả Rập, Nam Á.
Loài phổ biến nhất là chùm ngây (Moringa oleifera), loài cây có nhiều công dụng có nguồn gốc từ khu vực thuộc bang Kerala của Ấn Độ. Lá của nó có thể ăn được. Loài cây này được trồng tại nhiều nơi trong khu vực nhiệt đới và là loài duy nhất của chi này có mặt tại Việt Nam. Loài có nguồn gốc châu Phi là Moringa stenopetala, cũng được trồng rộng khắp, nhưng ít phổ biến hơn Moringa oleifera.

## Các loài
- Moringa arborea Verdc., 1985: Bắc Kenya.
- Moringa borziana Mattei, 1908: Ethiopia, đông Kenya, Somalia.
- Moringa concanensis Nimmo ex Dalzell & A.Gibson, 1861: Pakistan, tây Ấn Độ. Du nhập Bangladesh.
- Moringa drouhardii Jum., 1930: Đặc hữu Madagascar.
- Moringa hildebrandtii Engl., 1904: Đặc hữu Madagascar.
- Moringa longituba Engl., 1904: Đông và nam Ethiopia, bắc Kenya, Somalia.
- Moringa oleifera Lam., 1785: Chùm ngây, cây cải ngựa, ba đậu dại. Bản địa đông bắc Pakistan, tây bắc Ấn Độ. Du nhập vào Đông Nam Á, Sri Lanka, Bangladesh, Nepal, Bhutan, Trung Quốc, Australia, Đài Loan, châu Phi, Hoa Kỳ, Mexico, Caribe, Venezuela.
- Moringa ovalifolia Dinter & A.Berger, 1914: Bản địa tây nam Angola, tây bắc và tây trung Namibia.
- Moringa peregrina (Forssk.) Fiori, 1911: Đông bắc châu Phi, bán đảo Ả Rập.
- Moringa pygmaea Verdc., 1985: Đông bắc Somalia.
- Moringa rivae Chiov., 1917: Đông và đông nam Ethiopia, nam Somalia và bắc Kenya.
- Moringa ruspoliana Engl., 1904: Đông và nam Ethiopia, Somalia.
- Moringa stenopetala (Baker f.) Cufod., 1957: Chùm ngây châu Phi. Tây nam và nam Ethiopia, Kenya.

## Hình ảnh

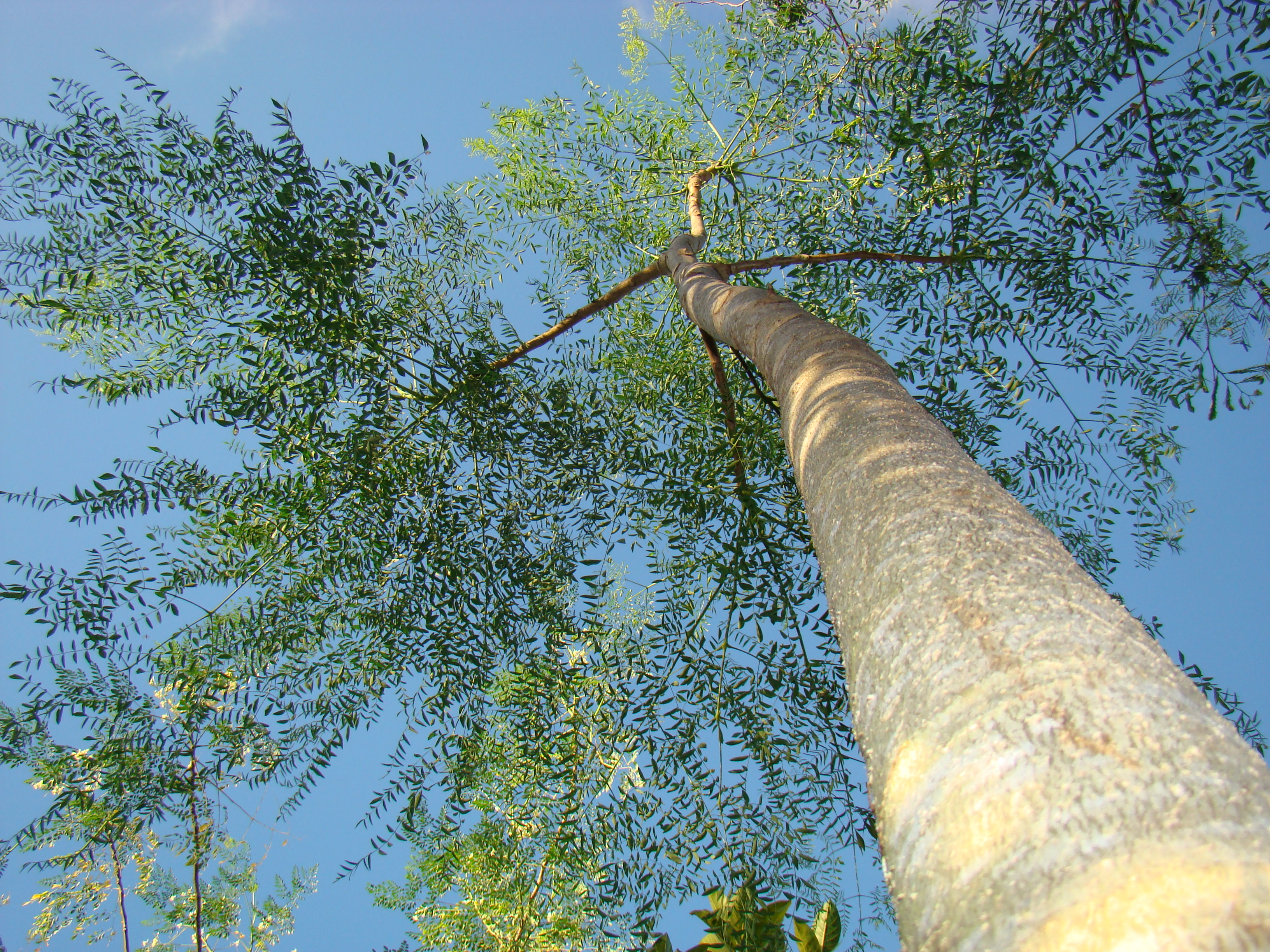
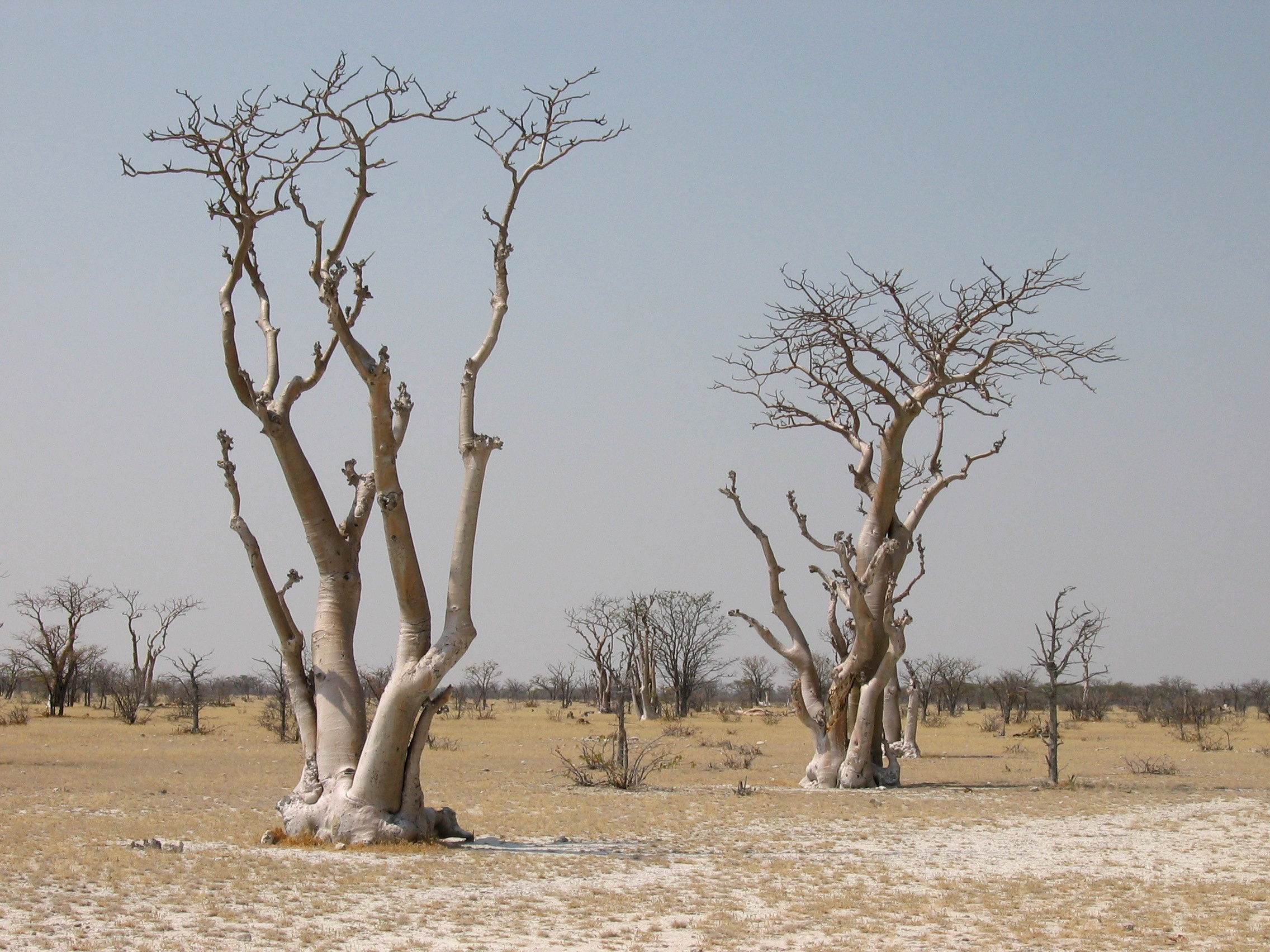
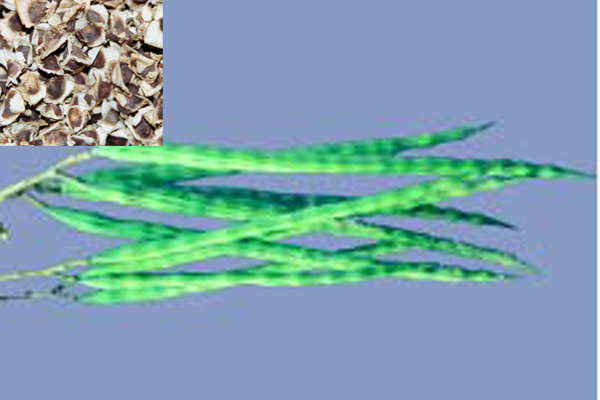